# Prinsessan Charlotte Augusta av Wales
Prinsessan Charlotte Augusta av Wales, född 7 januari 1796, död 6 november 1817, var en brittisk prinsessa; hon var det enda barnet till Georg IV (vid denna tid prins av Wales och tronföljare) och Caroline av Braunschweig, och därmed nummer två i den brittiska tronföljden. Eftersom hennes föräldrar var separerade, betraktades hon redan som barn som Storbritanniens blivande monark. Vid hennes död var fadern fortfarande tronföljare och prinsregent, annars skulle hon också (1820) ha blivit tronföljare och (1830) regerande drottning.

## Biografi
Charlotte föddes i Carlton House i London och hennes födelse betraktades som något av ett under då Georg IV senare påstod att han och hans maka bara haft sexuellt umgänge tre gånger under hela deras äktenskap. Då hon var några månader gammal separerade Charlottes föräldrar och hennes mors tid med henne begränsades av fadern. Eftersom ingen förväntade sig en försoning mellan hennes föräldrar, betraktades hon från början som Storbritanniens framtida monark och förväntades efterträda sin far i framtiden. 
Hon beskrivs som en egensinnig och svår tonåring som förlorade kontakten med modern, då denna beslutade sig för att gå i exil på kontinenten. Charlotte stängdes in på Cranbourne Lodge i Windsor, Berkshire från juli 1814 till januari 1816 medan prins Leopold av Sachsen-Coburg-Saalfeld utövade påtryckningar på prinsregenten och det engelska parlamentet för rätten att uppvakta henne..

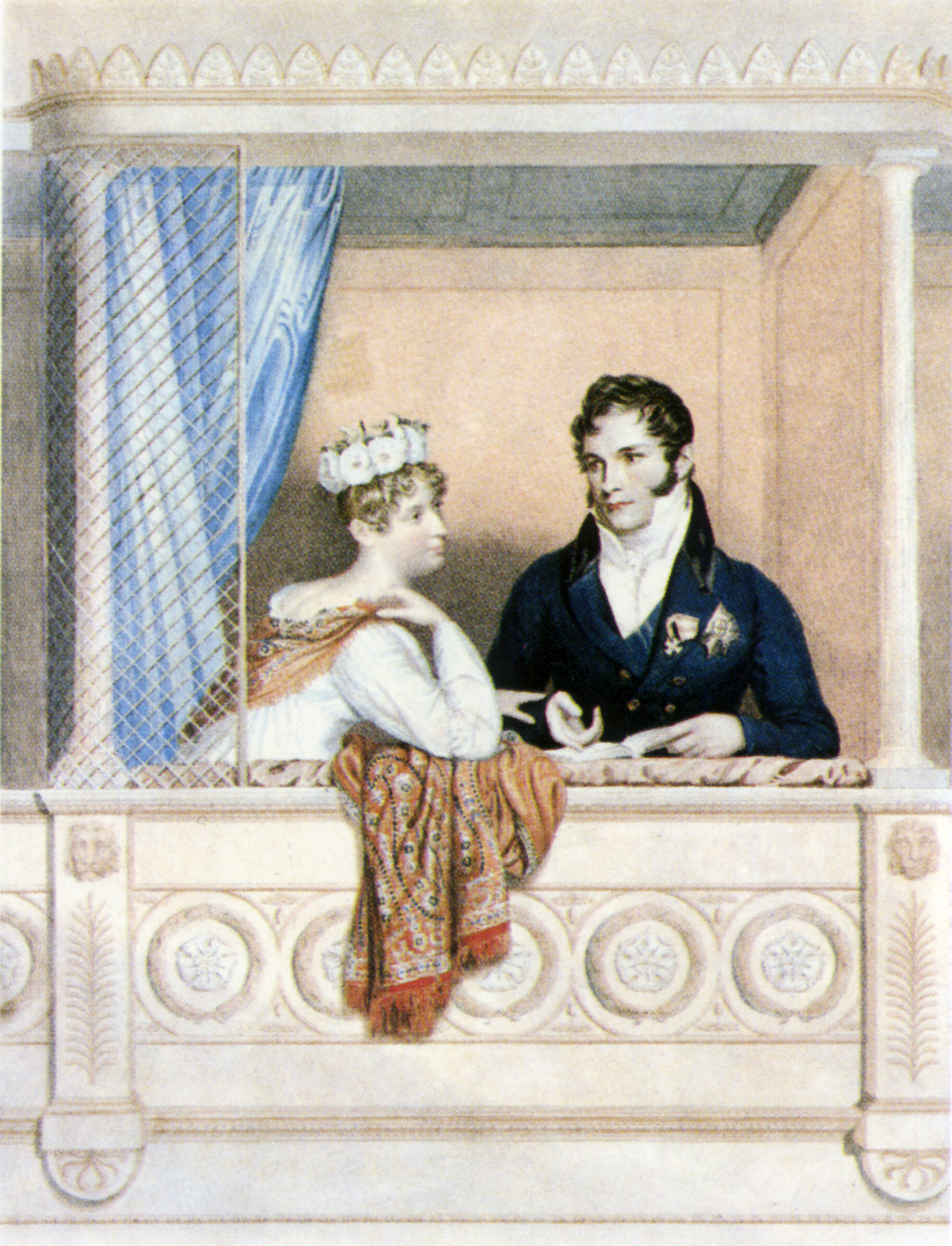
Prinsessan Charlotte och prins Leopold

Charlotte gifte sig med prins Leopold 2 maj 1816 på Carlton House. Samtida källor beskriver äktenskapet som lyckligt, och de bodde på Claremont House, en bröllopsgåva från nationen. Efter två missfall i början av äktenskapet blev hon gravid en tredje gång. Även om hon mådde bra i början av graviditeten, vidtog läkarna extra försiktighetsåtgärder; denna tids läkarvetenskap föreskrev åderlåtning och en strikt diet, som bara försvagade Charlotte. Efter en femtio timmar lång förlossning på Claremont, födde hon en dödfödd son 5 november 1817, och förblödde till döds tidigt nästa morgon . 
| ”                                        | Två generationer förlorade — förlorade på ett ögonblick! Jag sörjer för min egen skull, men även för prinsregenten. Min Charlotte är förlorad för landet—det har förlorat henne. Hon var god, hon var en beundransvärd kvinna. Ingen kände min Charlotte som jag gjorde. Det var min uppgift, min plikt, att lära känna hennes person, men även glädje. | „ |
| – Prins Leopold till Sir Thomas Lawrence | |   |

Förlossningsläkaren, Sir Richard Croft, som misslyckats med att använda förlossningstång, begick självmord. Därigenom gav denna graviditet upphov till tre dödsfall. Hon begravdes i St. George's Chapel, Windsor med sonen vid sina fötter. Hennes död sörjdes över hela nationen, i samma skala som efter Prinsessan Dianas död 1997, även om Percy Bysshe Shelley i An Address to the People on The Death of the Princess Charlotte (1817) skrev att även om hennes död var mycket sorglig, var avrättandet följande dag av de tre män som lett Pentrichupproret en ännu större tragedi. 
Charlottes död ledde till att tronen stod utan direkta arvingar och resulterade i att hennes ogifta farbröder snabbt gifte sig; hennes farbror Prins Edvard, hertig av Kent och Strathearn, fick en arvinge; Viktoria. Hennes far gifte inte om sig efter hustruns död och försökte inte få fler barn.